# Commission Ortúzar
Pour les articles homonymes, voir Ortuzar (homonymie).
La Commission Ortúzar est établie en 1973 par la junte militaire du Chili sous le nom de Comisión de Estudios de la Nueva Constitución Política de la República de Chile (Commission d'Étude de la nouvelle Constitution politique de la République du Chili) alors que le pays vit sous un régime de dictature militaire mise en place lors du Coup d'État du 11 septembre 1973 au Chili qui avait renversé le président Salvador Allende et suspendu la Constitution. Elle est par la suite connue sous le nom de « Commission Ortúzar », du nom de son président, Enrique Ortúzar Escobar (ancien ministre de la Justice et des Affaires étrangères sous le gouvernement de Jorge Alessandri).
Les membres de la commission sont :
- Jaime Guzmán Errázuriz ;
- Jorge Ovalle Quiroz ;
- Alicia Romo ;
- Alejandro Silva Bascuñán ;
- Enrique Evans de la Cuadra ;
- Sergio Diez Urzúa ;
- Gustavo Lorca.